# Elfen Lied
„Elfen Lied“ je japanska ZF horor triler-drama manga i anime serija koju je napisao Lynn Okamoto. Anime serija je emitirana 2004. u Japanu, no pošto je započela prije završetka mange, priča se malo razlikuje u kraju. Godine 2005. objavljena je zasebna OVA epizoda koja se odigrava između desete i jedanaeste epizode originalne serije, kako bi razjasnila neke detalje radnje. Naslov proizlazi iz njemačkog jezika, te prevedeno znači „Pjesma vila“, isto kao i poema "Elfenlied".
Elfen Lied se odvija oko međusobnog odnosa između ljudi i izmišljenih Dicloniusa, mutantske rase koja je identična ljudima izuzev dva tupa „roga“ na glavi, te „vektorima“ - nevidljivim rukama upravljanim telekinezom koji su u stanju uništiti objekte na daljinu. Glavna je junakinja Diclonius djevojka koja je u djetinjstvu odbačena od ljudi, te je zbog izolacije i rezigniranosti postala agresivna.
Priča obrađuje različite teme, kao što su otuđenje, identitet, osveta, zlostavljanje u djetinjstvu, transhumanizam, ljubomora, iskupljenje i dragocjenost čovječnosti. Iako sadrži iznimnu dozu nasilja i nije namijenjena gledateljima mlađim od 18 godina, serija je bila jako dobro prodavana kada ju je licencirala tvrtka ADV Films u SAD-u.

## Radnja
U jednom tajnom laboratoriju, gola djevojka Lucy, koja samo nosi šljem na glavi, upotrijebi svoju posebnu moć, telekinetički upravljane nevidljive ruke, tzv. „vektore“, kako bi masakrirala 30-ak stražara i pobjegla van na slobodu. Njeni „vektori“ ju štite čak i od metaka, tako da se čini nezaustavljivom, no jedan stražar ju uspije upucati u šljem pri čemu ona izgubi svijest i padne u more koje ju izbaci na obalu grada Kamakura. Mladi par Yuka i Kohta pronalaze golu Lucy na obali, no ona kao da ima potpunu drugu osobnost od prijašnje jer je odjednom potpuno nježna i nedužna, te zna samo reći „Nyu“ pa ju ovi tako i nazovu. Odvedu ju u Kohtinu kuću gdje joj daju hrane i pića. Međutim, poseban tajni odred dobije zadatak pronaći i ubiti Lucy. Sadistički vojnik Bando i njegov kolega ju uspiju locirati jedne noći na plaži, no svojim nasiljem i maltretiranjem izazovu njen bijes tako da se ona opet pretvori u svoj agresivni alter ego, te ih masakrira svojim moćima. Ipak, Mayu, 13-godišnja djevojka beskućnica, pozove policiju tako da poseban odjel uspije spasiti teško ranjenog Bandoa. U postrojenju, glavni voditelj istraživanja Kurama objasni Bandou da će ga morati sterilizirati jer je Lucy pripadnica Dicloniusa, vrste mutiranih ljudi s posebnim moćima, koji svojim virusom inficiraju svakog koga dotaknu svojim „vektorima“, te tako predstavljaju opasnost za čovječanstvo. Prepoznaju se jedino po izbočinama, tzv. „rogovima“ na glavi.
Natrag u Kamakuri, Kohta odluči usvojiti i Mayu kada otkrije da su ju odbacili roditelji – naime, njen očuh pedofil ju je silovao, a njena majka joj nije htjela vjerovati te je Mayu pobjegla od kuće – što pak izazove još veću ljubomoru Yuke koja je tajno zaljubljena u njega, a već je dobila „konkurenciju“ u Nyu. Kako bi pronašli Lucy, organizacija se odluči za riskantan potez puštanja „broja 7“, Diclonius djevojke Nane, kako bi ju locirala. Iako je i ona cijeli život bila zarobljena i podvrgnuta brutalnim eksperimentima u laboratoriju, nekako je sama sebe uvjerila da je voditelj istraživanja Kurama njen „otac“, te zbog privrženosti prema njemu sluša svaku zapovijed. Biva prebačena do Kamakure gdje jako brzo pronalazi (agresivnu) Lucy koja ne želi natrag u postrojenje, što dovodi do bitke na groblju između njih dvije. Zbog trenutka nepažnje, Lucy uspijeva masakrirati Nanu i pobjeći kada stigne poseban odjel na čelu s Kuramom. Pošto je Nana teško ranjena, ravnatelj organizacije Kakuzawa daje Kurami zadatak uspavati ju. Međutim, ovaj ga ne posluša nego ju potajno spasi, ugradi joj nove udove te ju pusti na slobodu. Istodobno, oporavljeni Bando van propisa i na vlastitu ruku kreće u potragu za Lucy kako bi joj se osvetio. Kohta i Yuka povedu Nyu sa sobom u školu, gdje njihov profesor, sin Kakuzawe, prepozna Lucy na nastavi te ju drogira kako bi spolno općio s njom. On skine svoju periku i pokaže joj svoje rogove, prizna da je i on Diclonius, te da želi zamijeniti ljudsku rasu Dicloniusima. Drogiranjem uspava Nyu, što probudi njenu agresivnu stranu Lucy te ga ona ubije.
Nana je od Kurame dobila puno novca, no ne zna kako ga upotrijebiti u vanjskom svijetu sve dok ju Mayu ne odvede do Kohtine kuće. Tamo Nana napadne Nyu/Lucy, što prouzroči da se ova sjeti svojeg djetinjstva i razloga zašto je uopće postala agresivna prema ljudima: dok je bila djevojčica, neki dječaci su joj se stalno rugali te ju maltretirali. Kada su joj ubili njenog malog psića, ona je poludjela, po prvi put upotrijebila svoje moći te ih masakrirala. Tada je u djetinjstvu srela malog Kohtu s kojim se sprijateljila i koji ju je prihvatio usprkos njenim rogovima. Ganuta takvim tretmanom, razočarala se kad je otkrila da on već ima drugu curu i da sa sestrom i ocem odlazi vlakom iz grada. Stoga je iz osvete ubila njegovu mlađu sestru i oca, sve dok ju on nije zaustavio preklinjanjem da prestane i završio u duševnoj bolnici na godinu dana. Natrag u sadašnjosti, organizacija po prvi put pušta najopasnijeg Dicloniusa, br. 35, Mariko, Kuraminu kćer, kako bi ona našla i ubila Nanu. Mariko u borbi pobjeđuje Nanu, no ona preživi padom s mosta u more gdje ju nađe Kurama. Kada se pojavi Lucy i svojim moćima masakrira vojnike organizacije, Kohta se sjeti svega iz djetinjstva i prepozna ju. Nakon što Kurama pogiba s Mariko od aktivirane bombe koja je bila ugrađena u njeno tijelo, Lucy se ispriča Kohti zbog zla kojeg je nanijela njegovoj obitelji i moli ga za oprost, te ga napušta. Dolazi do obračuna Lucy s preostalim vojnicima organizacije, no ne prikaže se ishod borbe. Neko vrijeme kasnije, Nana, Mayu, Yuka i Kohta žive sretno kao jedna obitelj. Onda netko pozvoni na vratima, na vratima se vidi ženska silueta, a u istom trenutku zaustavlja se glazbena kutija koja je svirala Lucynu omiljenu melodiju, i počinje raditi sat kojeg je prije popravljala Nyu.

### Završetak u mangi
Nakon što Kurama kaže Mariko o okolnostima njenog rođenja, ona se osjeća odbačenom i napadne Nanu, ali ovu Bando uspije odvesti u sigurnost. Kurama se pomiri s Mariko koja ga zaštiti od pogotka rakete. Tada se pojavi Lucy i pokušava ubiti Kuramu, no spasi ga Mariko koja se žrtvuje aktivirajući bombu unutar svojeg tijela pred njom. To vrati Lucy natrag u nedužno stanje. Istodobno, ravnatelj Kakuzawa lansira raketu koja rasprši virus Dicloniusa diljem Japana što bi omogućilo Dicloniusima da se razmnože, unište i zamijene ljudsku rasu. Nekoliko mjeseci kasnije, Kakuzawini znanstvenici pošalju novog plaćenika kako bi našao Lucy. Zahvaljujući uređaju koji je bio spojen na ostatke Dicloniusa, ovaj pronalazi i ulazi u Kohtinu kuću. Tamo su samo Nana i Mayu. Plaćenik rani i onesposobi Nanu te odluči silovati Mayu. No upravo se tada pojavi Bando i spasi ju. Međutim, razljuti se kada otkrije da je Lucy cijelo vrijeme bila u toj kući. Lucy i Bando krenu u dvoboj na plaži. Pojavi se plaćenik kako bi ju zaštitio, no ona ga ubije. Tada masakrira Bandoa koji ostane prepolovljen ležati na plaži. Mayu pobjegne s plaže i zaključi da je Bando mrtav, te se naljuti na Lucy. To čuje Nyu, koja, ne shvaćajući što se dogodilo, odluči napustiti dom jer ju optužuju da je ubila stotine ljudi, a ona se ničega ne sjeća. Neko vrijeme kasnije, Kohta se povjeri pomoćnoj znanstvenici Arakawi kako bi saznao gdje je nestala Lucy. No Arakawa ga slijedi te tako otkrije gdje živi i informira posebnu postrojbu koja upadne u njihov dom i rani Kohtu. Ranjena Lucy konačno biva zarobljena i odvedena natrag u laboratorij. Na mjestu kaosa pojavi se i Kurama koji je izgubio razum i misli da je jedna preminula klonirana Diclonius djevojka njegova Mariko. Međutim, sjeti se tko je i ponovno se udruži s Nanom.
Na otoku s laboratorijem, ravnatelj Kakuzawa objasni Lucy da je ona zasad jedina Diclonius žena koja je plodna, te da s njom namjerava stvoriti novu rasu, sa sobom kao vladarom cijelog svijeta. Onda joj ispriča kako su ljudi Dicloniuse prije stotinama godina zvali „demonima“ te ih otjerali na taj otok, gdje su oslabili miješanjem s ljudima i pali u zaborav i mitologiju. Skine periku i otkrije da i on ima rogove. Također je u podzemnoj pećini uz pomoć mutacija povećao težinu mozga svoje kćeri Anne kako bi ju učinio sveznajućom, te iskoristio da mu pomogne u osmišljavanju tog plana. Kada Kakuzawa otkrije Lucy da je njena majka počinila samoubojstvo nakon što ju je rodila, ova ga ubije. Anna, sada ogromno čudovište, ju pokuša zaustaviti, no to samo poveća njen bijes i ona pokrene uništenje cijelog otoka. Tada izjavi da Kakuzawa nije ni bio Diclonius, nego su njegovi rogovi na glavi bili samo plod neke mutacije. Arakawa pronađe protuotrov za virus Dicloniusa, no urušavanjem laboratorija svi zarobljeni Dicloniusi započinju osvetnički pohod protiv znanstvenika na otoku. Arakawa se jedva uspijeva spasiti kada ju pronađe spasilački tim u golemom stroju koji se kreće uz pomoć vektora. Otok potone, a s njim i svi Dicloniusi, izuzev Lucy koja se domogne obale. Tamo naiđe na ranjenog Kohtu koji se sjetio svega te ju odluči suočiti s njenim grijesima. Otiđu na toranj gdje joj kaže kako joj nikada ne može oprostiti što mu je ubila oca i sestru, što ju rastuži. Na upit zašto je to učinila, ona mu odgovori da su ju ljudi isprovocirali i maltretirali do te mjere da ih je sve htjela ubiti: Nyu je njena dobra, idealna ličnost, a Lucy njena ljutita koja se razvila kao mehanizam samoobrane. Kohta joj na to odgovori i da se ljudi znaju razljutiti do te mjere da bi najradije nekoga ozlijedili, ali da imaju dovoljno integriteta odbiti taj instinkt jer „nisu životnije“. To ju rastuži pa mu obeća da više neće koristiti svoje moći. No pri silasku ju napadne Kurama, ali se Kohta baci pred nju kako bi zaustavio metak, zbog čega ona opet poludi. Njene moći krenu uništavati zgrade diljem grada, što preoptereti njene moći zbog entropije te joj se tijelo počne topiti. Tada se usprotivi protiv svojeg instinkta i odluči upotrijebiti svoje moći za izlječenje smrtno ranjenog Kohte. Ovaj ozdravi, no njeno se tijelo gotovo potpuno rastopilo. Tada ga podsjeti na molbu iz djetinjstva: da će ju ubiti ako počne s ubijanjem ljudi. Tužan, Kohta ju posluša. Godinama kasnije, protuotrov je izliječio virus Dicloniusa, a Arakawa je zbog toga stekla slavu. Mayu na plaži sretne živog Bandoa čije je donje tijelo zamijenjeno androidnim dijelovima. Nana i Kurama žive zajedno. Anna se pojavi živa i izađe iz ogromne ljuske čudovišnog alter-aga na potopljenom otoku. Kohta ima kćer koju je nazvao Nyu i koja sliči na Yuku, te se vrati na mjesto gdje je sreo Lucy kao dječak. Tamo naiđe na njenu zakopanu poruku od tog vremena, u kojoj ona opisuje kako sanja o „zaručničkom prstenu“. Iza njegovih leđa se pojave dvije djevojčice, blizankinje, koje sliče na Lucy/Nyu i imaju isto prezime, što ga razveseli.

## Glasovi
- Chihiro Suzuki - Kohta
- Sanae Kobayashi – Lucy/Nyu
- Mamiko Noto - Yuka
- Emiko Hagiwata - Mayu
- Yuki Matsuoka - Nana
- Jouji Nakata - Bando
- Osamu Hosoi - Kurama
- Kinryuu Arimoto – Ravnatelj Kakuzawa
- Tomoko Kawakami – Mariko

## Produkcija
Redatelj Mamoru Kanbe je prihvatio posao redatelja čim je pročitao mangu i ostao zapanjen pričom. Prema njegovim riječima: „Ovo je ljubavna priča, a ja bi je mogao napraviti takvom da će dovesti gledatelje do suza“. Diljem serije, pokušao je stvoriti kontrast emocija, komentirajući kako će nasilje naglasiti iste kroz priču. Produkcijska ekipa je isprva bila iznenađena Okamotovim izborom grada Kamakure za radnju priče, no posjetivši to mjesto složili su se da je idealna lokacija zbog sablasnog, ali i mirnog okruženja za priču.
Glavna tema je rasizam i demoniziranje svakoga tko je drugačiji, što ostavlja posljedice u djetinjstvu. Takvo emotivno, ali i fizičko zlostavljanje oblikovalo je ličnost junakinje Lucy. Kanbe je izjavio da je jedna od tema tendencija ljudi da se nacije ili grupe odvajaju jedna od drugih.
Elfen Lied miješa razne žanrove kroz priču, od elemenata ZF-a, horora i trilera pa sve do melodrame, romanse pa i komedije. Tupi „rogovi“ rase Dicloniusa podsjećaju na uši junakinje iz serije Chobits dok uvodna i odjavna špica sadrže stilizirane motive koje parafriziraju slike Gustava Klimta, poglavito slike „Portret Adele Bloch-Bauer I” i “Poljubac”.

## Kritike
Zbog visoke razine nasilja i eksplicitnih scena, „Elfen Lied“ je naišao na podvojene kritike: jedni su ga hvalili kao primjer izvrsnog animea za odrasle, dok su ga drugi odbacili kao šund.
Theron Martin je hvalio prvi dio serije (epizode 1-4) kada je izašla na DVD:
„Znate da je pred vama luda vožnja kada prva scena prve epizode neke serije sadrži odsječenu ruku čiji se prsti još miču. Ono što slijedi su intenzivnih 7 ½ minuta koji predstavljaju zapanjujuć spoj „fan servicea“ i ekstremnog nasilja u jednoj od najnevjerojatnijih sekvenci ikada napravljenih u nekoj anime seriji…. Horor scene ove serije imaju svoju težinu, ali isto tako ga imaju i romantične i dramske scene… “Elfen Lied“ je jedan od onih rijetkih animea koji ostavlja tako jak utisak da će se, s dobre ili loše strane, zadržati u vašem umu dugo nakon što ste ga pogledali.“
Također je hvalio i drugi dio (epizoda 5-7):
„Epizode 5-7 napuštaju naglasak stavljen na horor i akciju u korist naglaska na likove i razvoj priče.“
Seriji je dao maksimalnu ocjenu prilikom recenzije zadnjih epizoda:
„Nekoliko detalja se uvodi u zadnjih par minuta ove serije koji snažno navode da se ima još puno toga reći u seriji, no onda serija završava na tonu iščekivanja. To će neosporno frustrirati mnoge obožavatelje, a neki dijelovi u priči su ostali otvoreni, no sve u svemu kraj se čini ispravnim… “Elfen Lied“ je uspoređen sa „Gantzom“, no dok je potonji čisti senzacionalizam uokviren akcijskom pričom, „Elfen Lied“ je čista horor priča sa stanovitim romantičnim elementima. Istina, ima svoju šok vrijednost, ali isto tako ima i više priče, i više sadržaja, i puno bolji ritam. Pozadinska priča o Lucy predstavlja sve stresne faktore koji mogu oblikovati osobu već sklonu psihozi u čudovišnog ubojicu, dok njena suprotnost, Nana, pokazuje kako utjecaj, i vjera u očinsku figuru mogu preoblikovati jednu takvu ličnost u jedan potpuno društveno prihvatljiv smjer… Za one koji mogu podnijeti, ovo je horor serija s iznimnim zaslugama, a njena završnica dostojanstveno završava priču.“
Dratier je na siteu animeworld "Elfen Liedu" dao 4.5 od 5 zvijezde:
"I tako počinje jedan od najzanimljivijih animea koje sam ikada vidio. Priča vas potpuno osvaja, najblaže rečeno. Nikada nisam vidio anime koji tako vrhunski spaja svaku moguću vrstu žanra zajedno. Ovdje imamo: dramu, horor, akciju, romansu, anksioznost, te čak i mali dodir hentaija (ako smatrate da je stalna golotinja nepotrebna - dodir hentaija), sve bačeno zajedno u jedan paket. Bilo je nekoliko trenutaka gdje sam se smijao na glas, a onda trenutaka gdje sam bio prestravljen sumanutom količinom krvi na ekranu… Sve u svemu, "Elfen Lied" je više od samo dobrog animea. To je umjetničko djelo, i kao i gotovo sva najveća umjetnička djela, nije savršena, ali te nesavršenosti čini ovaj anime još šarmantnijim."
Mana je, na siteu animeacademy, seriji dala ocjenu 78%:
"Između komedije i krvi, romanse i fan servicea, "Elfen Lied" izgleda poput animea koji može privući sklonost svakoga, upotrebljavajući prekrasni animacijski dizajn tijekom cijelog putovanja. Nažalost, također uklapa toliko puno elemenata u istu seriju da su u užasnom kontrastu sa pričom, ostavljajući mnoge scene s osjećajem neujednačenosti."
Two-Twenty, također s animeacademy, je dao samo 59%:
"Krivim ovu seriju za salatu žanrova. "Elfen Lied" se brćka po hororu, drami, romansi i komediji, a svaki od ovih žanrova se loše sudara jedan s drugim. Strah i humor su suprotne strane emotivnog spektra i prečesto sam ostavljen u sivom području između to dvoje. Mnogi dobri romantični trenutci su uništeni slabo postavljenim humorom, koji kao da je izašao iz animea "Love Hina". Upotreba golotinje je dvosjekli mač. Kada se upotrijebila sa stravom, onda je bila učinkovita, no kada se upotrijebila za komediju i fanservice, bila je zaprepašćujuće ofrcana. Kada se u jednoj sceni kotrljaju glave, a u drugoj se vidi prizor gaćica, upitate se što je autor htio reći. "Elfen Lied" je demonstrirao potencijal i stvarno sam ga htio voljeti, ali nisam mogao. Pripisujem propast ovog animea klišeiziranom i neuvjerljivom karakterizacijom i neuspjehu posvete dovoljno vremena za svaki žanr koji pokriva ili da ih uopće primjereno spoji; fanservice je pojeftinio horor, a komedija je pojeftinila romansu. Do kraja serije, dramaturška napetost je gotovo nestala i nisam više bio u stanju uzimati ijedan njen djelić ozbiljno."
Stig Høgset je seriji dao 4 od 5 zvijezda:
"Dakle zašto, pitate se, sam gledao ovu seriju? Zato što, usprkos svemu što je pogrešno s njom, ovo je ipak na kraju dobra seriju. I dok su Kohta i Yuka tipični rođaci, likovi - dobri likovi - je ono zbog čega ova serija funkcionira usprkos mračnim temama. Pošto je Kohta središte pažnje, ubrzo postaje fokalizator likova ove priče. On postaje Mayin čuvar, a kasnije udomi i Nanu, drugog odbjeglog Dicloniusa, koja je oslobođena iako su ju namjeravali ubiti. I to su trenutci koji vas privuku natrag ovoj seriji, zajedno sa željom da otkrijete što se dogodilo sa Kohtom i Nyu.".

## Vanjske poveznice
- Elfen Lied u internetskoj bazi filmova IMDb-a
- Elfen Lied na Anime News Network Encyclopedia
- Elfen Lied na AnimeNFO.com
- Manga online na Onemanga